# Maxime Gaudoux
Maxime Gaudoux, (nacido el 19 de junio de 1990 en Lieja, Bélgica) es un jugador de baloncesto belga. Con 2.01 metros de estatura, juega en la posición de Alero en el Leuven Bears de la Scooore League belga. Es internacional absoluto con Bélgica.

## Trayectoria
Creció en el club de BC Awans donde estuvo desde 1997 a 2008. En 2008 firmó con Liege Basket, donde las dos primeras temporadas las pasó en el filial. Debutó con el primer equipo en 2010 (estuvo jugando en el filial hasta 2013 alternando con el primer equipo). Renovó por dos años con Liege Basket en 2014, pero en 2015 firmó por tres años con el Proximus Spirou Charleroi.

## Selección nacional
Entró en la lista para el Eurobasket 2015, pero no pasó el corte. Jugó algunos amistosos de preparación.